# Langxie feti
Genre
Espèce
Langxie feti, unique représentant du genre Langxie, est une espèce de scorpions de la famille des Buthidae.

## Distribution
Cette espèce est endémique du Tibet en Chine. Elle se rencontre dans le xian de Zayü.

## Description
Le mâle holotype mesure 31,31 mm et la femelle paratype 41,24 mm, les mâles mesurent de 27 à 38 mm et les femelles de 38 à 45 mm.

## Systématique et taxinomie
Cette espèce a été décrite par Tang, Jia et Liu en 2023.
Ce genre a été décrit par Tang, Jia et Liu en 2023 dans les Buthidae.

## Étymologie
Cette espèce est nommée en l'honneur de Victor Fet.

## Publication originale
- Tang, Jia & Liu, 2023 : « A new monotypic genus and species from China, Langxie feti gen. et sp. n. (Scorpiones: Buthidae). » Euscorpius, no 370, p. 1-101 (texte intégral).